# Rusokastro
Rusokastro (en búlgaro: Русокастро) es un pueblo en el municipio de Kameno, en la Provincia de Burgas, en el sureste de Bulgaria. En este lugar se libró una batalla en 1332, entre el zar Iván Alejandro de Bulgaria y el emperador bizantino Andrónico III Paleólogo, con la victoria para el primero. Esta fue la última gran victoria búlgara antes de su caída bajo los otomanos.